# Doodshoofdkakkerlak
De doodshoofdkakkerlak (Blaberus craniifer) is een insect uit de orde kakkerlakken (Blattodea).
Deze kakkerlak komt oorspronkelijk uit Midden-Amerika en Cuba. Hij leeft daar in tropische regenwouden. Zijn naam dankt hij aan zijn uiterlijk; op het halsschild is namelijk een zwarte figuur te zien die volgens sommigen enige gelijkenis met een doodshoofd vertoont. Er zijn andere nauw verwante soorten met een soortgelijke tekening. De grootte varieert van 4 tot 6 centimeter waarbij de mannetjes iets kleiner zijn. Volwassen dieren hebben kleine vleugels waarmee ze kunnen zweven (maar niet vliegen), de jongen hebben geen vleugels. Over de maximumleeftijd is niet veel bekend; waarschijnlijk worden ze niet ouder dan één jaar.

## Voedsel
Zoals andere kakkerlakken leeft ook de doodshoofdkakkerlak graag in de buurt van de mens. Uit het afval van de mens kan een kakkerlak genoeg voedsel halen, alles wat eetbaar is wordt gegeten, het is dan ook een omnivoor. De doodshoofdkakkerlak scharrelt overal naar zijn eten. Ook in tropische regenwouden is genoeg voedsel te vinden, zoals afgevallen bladeren en mos. In gematigde streken kan hij zich niet handhaven en zelfs in Nederlandse huizen is het voor deze kakkerlak te koud.

## Voortplanting
De doodshoofdkakkerlak paart en plant zich voort gedurende het hele jaar. Dat geldt ook voor het aantal keren dat er jongen worden geboren. Een doodshoofdkakkerlak legt net als andere kakkerlakken een eipakket waar vele eieren in zitten. Na een tijdje komen de eitjes uit en komen er larven uit, deze worden ook wel nimfen genoemd. De jongen zijn na hun laatste vervelling, wanneer ze vleugels krijgen, geslachtsrijp en ze vervellen 6 keer.
Doodshoofdkakkerlakken worden veel gekweekt door houders van reptielen doordat ze zo eenvoudig te kweken zijn en zeer geliefd zijn als voederdier.

## Gedrag
De meeste kakkerlakken komen in groepen voor. Natuurlijk kan het wel zo zijn dat er op een plaats meerdere kakkerlakken te vinden zijn, omdat er meerdere kakkerlakken tegelijk op voedsel af kunnen komen.
Wanneer een doodshoofdkakkerlak zich bedreigd voelt heeft hij een aantal manieren om zich te verdedigen. De belangrijkste daarvan is het sissen; daarnaast kan hij ook nog geuren afstoten en met de vleugels klapperen. Die vleugels hebben weinig tot geen functie want vliegen kunnen ze niet.

## Vijanden en bedreigingen
De doodshoofdkakkerlak heeft als grootste vijand de mens, omdat ze niet gewenst zijn in de nabije omgeving van de mens. Een kakkerlak in huis betekent meestal rondzwervend eten. Ook kan de kakkerlak bacteriën overdragen door het voedsel te eten of door eroverheen te lopen. Daar worden ze meestal met gif uitgeroeid. De doodshoofdkakkerlak behoort overigens niet tot de soorten die weleens plagen vormen.
Andere natuurlijke vijanden zijn roofdieren zoals vogels en apen.
Het dier komt nog in groten getale voor en is dus absoluut niet met uitsterven bedreigd.